# Парламентські вибори в Італії 2022
Позачергові парламентські вибори відбулись в Італії 25 вересня 2022 року. Унаслідок урядової кризи 2022 року, що призвела до відставки прем'єр-міністра Маріо Драґі, президент Серджіо Матарелла розпустив італійський парламент 21 липня, за вісім місяців до його закінчення терміну і призначив позачергові вибори. Маріо Драґі продовжував очолювати уряд як виконувач обов'язків прем'єр-міністра.
У виборах в Італії мають право брати як партії, так і виборчі списки (аналог виборчого блоку на виборах в Україні до Закону 2011 року № 4061-VI).
На виборах з рекордно низькою явкою виборців, правоцентристська коаліція отримала більшість місць. Джорджа Мелоні стала тріумфатором виборів, а її партія «Брати Італії» отримала більшість місць. За угодою всередині правоцентристської коаліції, найбільша партія в коаліції висуває кандидатуру наступного прем'єр-міністра, що зробило Мелоні найвірогіднішим наступним прем'єр-міністром. «Демократична партія» визнала поразку одразу після перших екзит-полів, тоді як прем'єр-міністр Польщі Матеуш Моравецький та Марін Ле Пен, колишня лідерка французької партії «Національньне об'єднання», привітали Мелоні з перемогою.
22 жовтня Джорджа Мелоні склала присягу як Голова Ради міністрів Італії.

## Тло
На загальних виборах в Італії 2018 року жодна політична група чи коаліція не отримала абсолютної більшості голосів, що призвело до підвішеного парламенту. 4 березня правоцентристська коаліція, у якій Ліга Півночі Маттео Сальвіні стала основною політичною силою, яка отримала більшість місць у Палаті депутатів і Сенаті, у той час як популістський Рух п'яти зірок на чолі з Луїджі Ді Майо став партією, яка набрала найбільшу кількість голосів. Лівоцентристська коаліція на чолі з Маттео Ренці з керівної Демократичної партії посіла третє місце. Через погані результати ДП і лівоцентристів Ренці подав у відставку 12 березня, його місце тимчасово посів Мауріціо Мартіна.
Сальвіні з Ліги продовжив націоналістичне спрямування, розпочате на загальних виборах 2018 року. У жовтні 2018 року Lega per Salvini Premier була заснована як сестринська партія для просування кандидатури Сальвіні на посаду прем'єр-міністра Італії. З того часу політичні оглядачі описали її як паралельну партію Ліги з метою політичної заміни останньої, обтяженої статутним боргом у розмірі 49 мільйонів євро. Статут ЛСП представляв її як націоналістичну та сувереністську партію. 22 січня 2020 року, за чотири дні до регіональних виборів, Ді Майо подав у відставку з посади лідера РПЗ, і його тимчасово замінив Віто Кримі.

### Перший уряд Конте

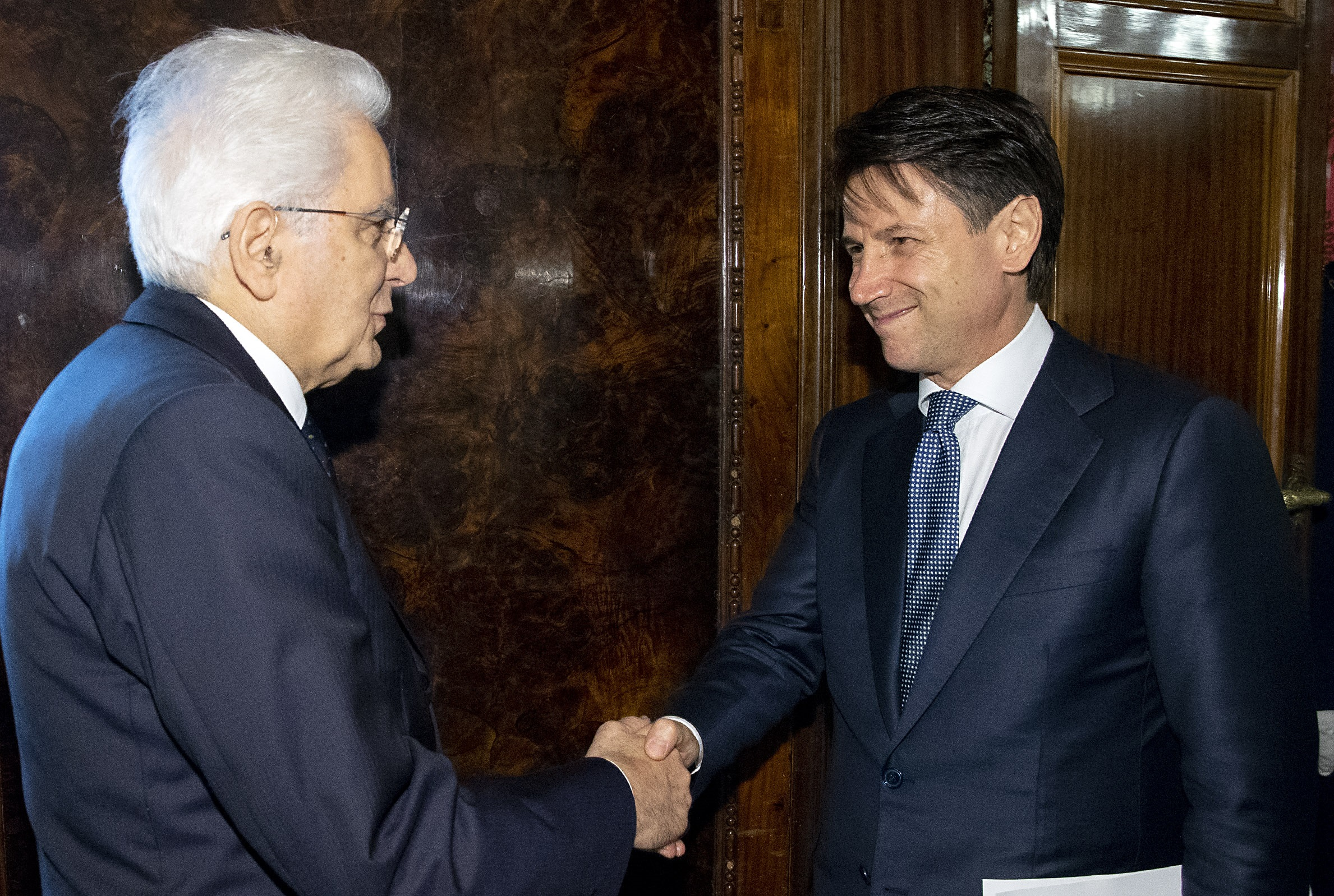
Джузеппе Конте з президентом Серджіо Матареллою в Квірінальському палаці

У результаті підвішеного парламенту були потрібні тривалі переговори задля сформування нового уряду. Переговори між Р5З та Лігою призвели до пропозиції самопроголошеного «уряду змін» під керівництвом Джузеппе Конте, університетського професора права, близького до Р5З. Після деяких суперечок із президентом Серджіо Матареллою кабінет Конте, який ЗМІ охрестили як західноєвропейський «перший повністю популістський уряд», було приведено до присяги 1 червня.
Вибори до Європейського парламенту, що відбулися у травні 2019 року, стали переможними для Ліги, яка здобула 34 відсотки голосів та 20 місць, більше, ніж будь-яка інша партія в країні. У серпні 2019 року заступник прем'єр-міністра Маттео Сальвіні оголосив вотум недовіри уряду Конте після зростання напруженості всередині більшості. Багато політологів вважають, що вотум недовіри був спробою форсувати дострокові вибори, щоб поліпшити становище Ліги в італійському парламенті, гарантуючи, що Сальвіні може стати наступним прем'єр-міністром. 20 серпня, після парламентських дебатів, у яких Конте звинуватив Сальвіні в тому, що він політичний опортуніст, який «спровокував політичну кризу лише у своїх особистих інтересах», прем'єр-міністр Конте подав у відставку зі своєї посади президентові Маттареллі.
Після загальних виборів 2018 року рейтинг Руху п'яти зірок почав знижуватися як в опитуваннях громадської думки, депутатів та сенаторів, так і в результатах виборів, починаючи з виборів до Європейського парламенту 2019 року в Італії. Після мізерних результатів Ді Майо отримав вотум довіри своєму керівництву і пообіцяв реформувати партію. На загальних виборах, що відбулися в березні 2018 року, M5S виграла 227 депутатів та 112 сенаторів; до лютого 2022 року партія скоротилася до 157 депутатів та 62 сенаторів, хоча залишалася найбільшою партією в парламенті.

### Другий уряд Конте

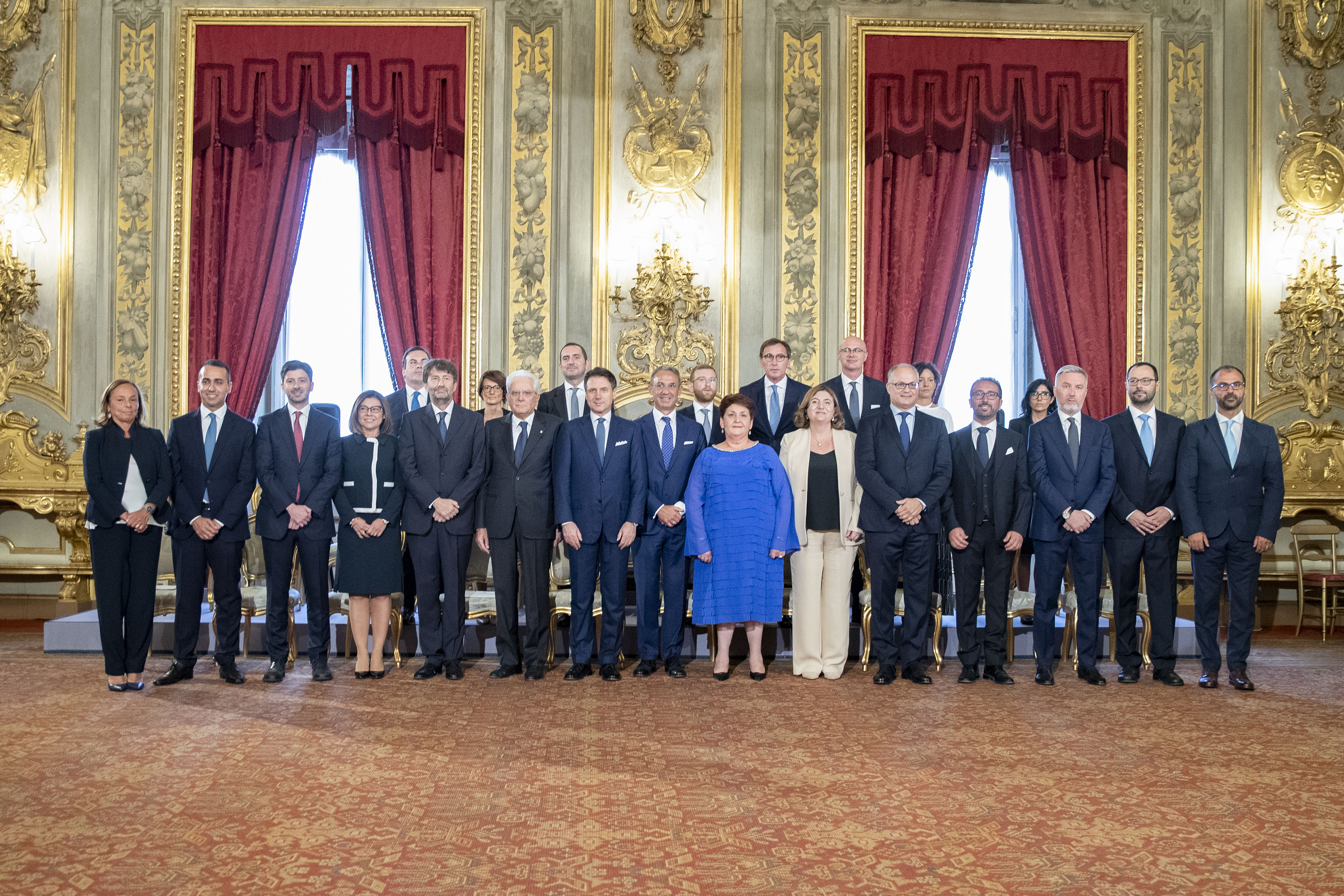
Уряд із президентом Італії Серджо Маттареллою після присяги 5 вересня 2019 року.

9 серпня Ліга Півночі поставила на голосування у Сенаті питання про довіру коаліційному уряду, у якому брала участь разом із Рухом п'ятьох зірок. 20 серпня 2019 року прем'єр-міністр Конте оголосив про відставку кабінету.
3 вересня 2019 року 79 634 членів Руху п'яти зірок із загальної кількості у 117 194 взяли участь в онлайн-голосуванні (ця цифра стала рекордним показником активності виборників за весь час проведення таких голосувань на IT-платформі «Руссо») і більшістю у 79 % схвалили угоду з ДП про формування коаліційного уряду.
4 вересня 2019 року Джузеппе Конте сформував свій другий уряд, що складався із Руху п'яти зірок із Демократичною партією, і представив його список міністрів президенту Маттареллі на затвердження.
5 вересня новий кабінет склав присягу у Квіринальському палаці і розпочав виконання своїх повноважень.

### Уряд Драґі

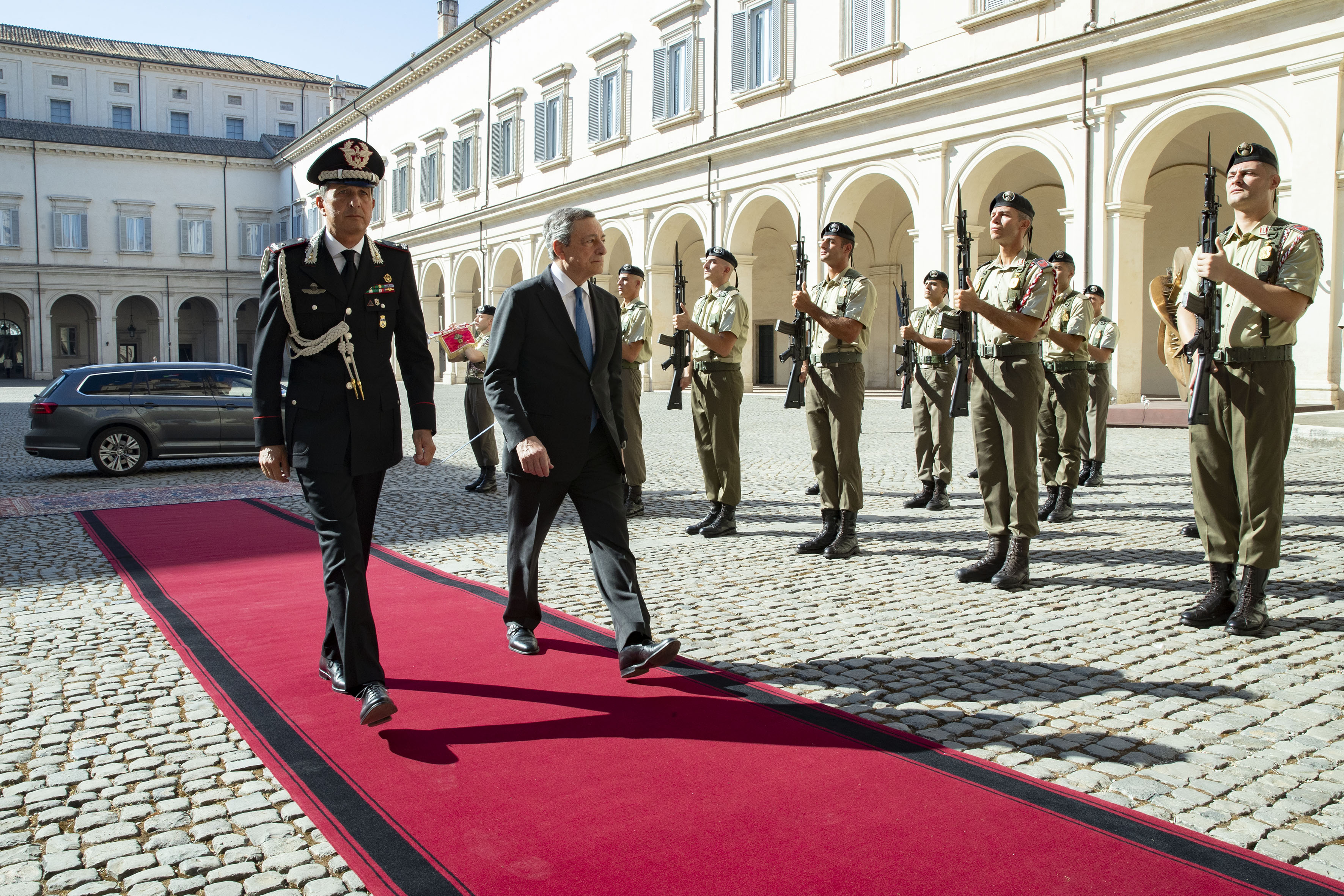
Прем'єр-міністро Маріо Драґі прямує до Квіринальського палацу щоб подати у відставку

У січні 2021 Маттео Ренці, лідер Italia Viva, та колишній прем'єр-міністр, відмовився від підтримки уряду Конте, що призвело до падіння уряду і спровокувало урядову кризу. Після консультацій Президент Італії Серджіо Матарелла призначив Маріо Драґі, банкіра і колишнього президента Європейського центрального банку прем'єр-міністром, щоб очолити уряд національної єдності, що складався з Рух п'яти зірок, Ліги Півночі, Демократичної партії, Разом заради майбутнього, Вперед, Італіє, Італія Віва тощо.
Протягом 2022 року ходили чутки про можливе припинення підтримки Р5З уряду національної єдності, включно з твердженням про те, що Драґі постійно критикував Конте і просив засновника Руху Беппе Грілло замінити його. Конте часто критикував економічну політику уряду, особливо щодо доходів громадян, гарантованого мінімального доходу для італійських громадян, що живуть за межею бідності. Понад те, напруженість щодо військової допомоги Україні після російського вторгнення 2022 року також викликала розкол у Р5З, коли міністр закордонних справ Луїджі Ді Майо покинув Рух у червні 2022 року, заснувавши свою власну політичну партію «Разом заради майбутнього» в опозиції на критику Конте щодо постачання зброї в Україну..
12 липня Драгі заявив, що піде у відставку, якщо Р5З перестане підтримувати уряд.

## Передвиборча компанія
Після розпуску парламенту офіційно розпочалася виборча кампанія. У межах лівоцентристської коаліції секретар Демократичної партії Енріко Летта одразу виключив можливість союзу з Рухом п'яти зірок Конте, за який він завжди виступав у попередні місяці. Летта заявив, що урядова криза призвела до «незворотного розриву» між двома партіями. З іншого боку, Конте звинуватив Летту у «зарозумілості та лицемірстві», а Лігу і ВІ в «[залякуванні] Р5З перед нацією», додавши, що його рух балотуватиметься на цих виборах поодинці, а не у складі коаліції, як це було на минулих виборах. Понад те, 26 липня Італійські ліві (СІ) та Зелена Європа (EV) офіційно представили свій спільний список для майбутніх виборів під назвою «Зелені та лівий альянс» (AVS).
28 липня правоцентристська коаліція, сформована Лігою півночі, Вперед, Італіє, Братами Італії та Союзом центру досягли угоди про розподіл одномандатних округів між союзниками і погодила також кандидата на пост прем'єра, який буде запропоновано партією, яка набрала більшу кількість голосів. Відповідно до опитувань громадської думки лідерка «Братів Італії» Джорджія Мелоні може отримати 98 місць, тоді як Ліга 70, а «Вперед, Італіє» — 42. Наступного дня Летта оголосив, що Італійська соціалістична партія і «Солідарна демократія» будуть балотуватися в списку ДП, тоді як Карло Календа, лідер «Дії», повідомив, що Маріастелла Джельміні та Мара Карфанья приєдналися до його партії та балотуватимуться на майбутніх виборах. Гельміні та Карфанья були міністрами та історичними членами ВП, які залишили партію Берлусконі після падіння уряду Драґі
1 серпня Луїджі Ді Майо та Бруно Табаччі представили свою нову партію «Громадянська відданість», центристський виборчий список, що в основному складається з колишніх членів Р5З та членів Разом заради майбутнього, які увійдуть до лівоцентристської коаліції. Більше того, Комуністична партія Марко Ріццо, Громадянська дія Антоніо Інгроіа та інші дрібні популістські та жорсткі євроскептичні партії створили «Суверенну та народну Італію», так звану «червоно-коричневу спілку» між лівим і правим рухами. Того ж дня Italexit Джанлуїджі Парагоне та Alternativa Піно Кабраса офіційно оголосили про формування спільного списку євроскептиків, запропонувавши кандидатури кількох активістів проти вакцинації та карантину. Однак лише через чотири дні «Альтернатива» розпустила альянс через звинувачення в наявності неофашистських кандидатів у списках Italexit

## Виборча система
Після італійського конституційного референдуму 2020 р. та італійського закону про вибори 2017 р. (Rosatellum), який використовувався на загальних виборах в Італії 2018 р., спочатку очікувалося, що він буде повністю замінений на одномандатні округи будуть перепроєктовані на італійській території для наступних виборів з 600 депутатами. Зміни в одномандатних округах були в кінцевому підсумку схвалені і опубліковані 30 грудня 2020 в Gazzetta Ufficiale, урядовій газеті Італії; Палата депутатів скоротилася з 232 до 147 округів, а Сенат — зі 116 до 74.
400 депутатів мають бути обрані так:
- 147 в одномандатних округах по безлічі голосів.
- 245 у багатомандатних округах за національним пропорційним представництвом.
- 8 у багатомандатних закордонних округах за пропорційним представництвом округу.

200 виборних сенаторів мають бути обрані наступним чином:
- 74 в одномандатних округах за багатьма голосами.
- 122 у багатомандатних округах по регіональному пропорційному представництву.
- 4 у багатомандатних округах за кордоном за пропорційним представництвом округів.

Крім того, є до 5 довічних сенаторів та колишні президенти Італійської Республіки
Для мешканців Італії члени кожної палати мають бути обрані в одиночному голосуванні, включно з кандидатом від округу та списками партії, яка його/її підтримує. У кожному одномандатному окрузі депутат чи сенатор обирається з урахуванням більшості, а місця у багатомандатних округах розподіляються національному рівні. Щоб ураховуватись в результатах одномандатного округу, партії мають отримати щонайменше 1 % голосів у загальнонаціональному масштабі та бути частиною коаліції, та не менше ніж 10 % голосів у загальнонаціональному масштабі. Щоб отримати місця у багатомандатних округах, партії мають отримати щонайменше 3 % голосів по всій країні. Обиратимуться по багатомандатних округах із закритих списків.
У бюлетені для голосування, який є єдиним для мажоритарної та пропорційної систем, вказані прізвища кандидатів по одномандатних округах та у тісному зв'язку з ними символи зв'язаних списків за пропорційною частиною. Кожен зі списком відносних кандидатів. Виборець міг віддати свій голос трьома різними способами, у тому числі:
- Нанесення значок на партію. У цьому випадку право голосу поширюється на кандидата в одномандатному окрузі, якого підтримує ця партія.
- Нанесення значка на ім'я кандидата по одномандатному округу та іншого на одну з партій списку.
- Нанесення таблички лише на ім'я кандидата у виборчому окрузі, без зазначення будь-якої позначки біля партії. У цьому випадку голос вважається дійсним за кандидата в одномандатному окрузі, а також автоматично поширюється на партію, що підтримує його; однак, якщо цей кандидат включений у кілька списків, голоси діляться між ними пропорційно на основі голосів, отриманих кожним із них у цьому окрузі.

## Результати

### Палата депутатів

Розподіл місць серед партій у Палаті депутатів Італії

| Коаліція | Коаліція                   | Партія                                            | Партія              | Багатомандатний округ | Багатомандатний округ | Багатомандатний округ | Одномандатні округи | Одномандатні округи | Одномандатні округи | Обрано за кордоном | Обрано за кордоном | Обрано за кордоном | Усього депутатів | +/−   |
| Коаліція | Коаліція                   | Партія                                            | Партія              | Кількість голосів     | %                     | Обрано депутатів      | Кількість голосів   | %                   | Обрано депутатів    | Кількість голосів  | %                  | Обрано депутатів   | Усього депутатів | +/−   |
| -------- | -------------------------- | ------------------------------------------------- | ------------------- | --------------------- | --------------------- | --------------------- | ------------------- | ------------------- | ------------------- | ------------------ | ------------------ | ------------------ | ---------------- | ----- |
|          | Правоцентристська коаліція |                                                   | Брати Італії        | 7 302 517             | 25,99                 | 69                    | 12 300 244          | 43,79               | 49                  | 281 949            | 26,0               | 1                  | 119              | ▲ 87  |
|          | Правоцентристська коаліція | Ліга Півночі                                      | 2 464 005           | 8,77                  | 23                    | 42                    | 12 300 244          | 43,79               | 1                   | 281 949            | 26,0               | 66                 | ▼ 59             |       |
|          | Правоцентристська коаліція | Вперед, Італія                                    | 2 278 217           | 8,11                  | 22                    | 23                    | 12 300 244          | 43,79               | —                   | 281 949            | 26,0               | 45                 | ▼ 59             |       |
|          | Правоцентристська коаліція | Us Moderates                                      | 255 505             | 0,91                  | —                     | 7                     | 12 300 244          | 43,79               | —                   | —                  | —                  | 7                  | ▲ 3              |       |
| Усього   | Усього                     | Усього                                            | Усього              | 114                   |                       |                       | 121                 |                     |                     | 2                  | 237                | ▼ 28               |                  |       |
|          | Лівоцентристська коаліція  |                                                   | Демократична партія | 5 356 180             | 19,07                 | 57                    | 7 337 975           | 26,13               | 8                   | 305 759            | 28,20              | 4                  | 69               | ▼ 43  |
|          | Лівоцентристська коаліція  | Зелений та лівий альянс                           | 1 018 669           | 3,63                  | 11                    | 1                     | 7 337 975           | 26,13               | 52 994              | 4,89 %             | —                  | 12                 | Нова             |       |
|          | Лівоцентристська коаліція  | Європа +                                          | 793 961             | 2,83                  | —                     | 2                     | 7 337 975           | 26,13               | 29 971              | 2,76               | —                  | 2                  | ▼ 1              |       |
|          | Лівоцентристська коаліція  | Разом заради майбутнього —Громадянська відданість | 169 165             | 0,60                  | —                     | 1                     | 7 337 975           | 26,13               | 11 590              | 1,07               | —                  | 1                  | Нова             |       |
| Усього   | Усього                     | Усього                                            | Усього              | 68                    |                       |                       | 13                  |                     |                     | 4                  | 85                 | ▼ 37               |                  |       |
|          | Рух п'яти зірок            | Рух п'яти зірок                                   | Рух п'яти зірок     | 4 333 972             | 15,43                 | 41                    | 4 333 972           | 15,43               | 10                  | 93 338             | 8,61               | 1                  | 52               | ▼ 175 |
|          | Italia Viva-Дія            | Italia Viva-Дія                                   | Italia Viva-Дія     | 2 186 669             | 7,79                  | 21                    | 2 186 669           | 7,79                | —                   | 60 499             | 5,58               | —                  | 21               | Нова  |
| Усього   | Усього                     | Усього                                            | Усього              | Усього                | Усього                | Усього                | Усього              | Усього              | Усього              | Усього             | Усього             | Усього             | 400              | ▼ 230 |

### Сенат

Розподіл місць серед партій у Сенаті Італії

| Коаліція | Коаліція                   | Партія                  | Партія              | Багатомандатний округ | Багатомандатний округ | Багатомандатний округ | Одномандатні округи | Одномандатні округи | Одномандатні округи | Обрано за кордоном | Обрано за кордоном | Обрано за кордоном | Усього депутатів | +/−   |
| Коаліція | Коаліція                   | Партія                  | Партія              | Кількість голосів     | %                     | Обрано депутатів      | Кількість голосів   | %                   | Обрано депутатів    | Кількість голосів  | %                  | Обрано депутатів   | Усього депутатів | +/−   |
| -------- | -------------------------- | ----------------------- | ------------------- | --------------------- | --------------------- | --------------------- | ------------------- | ------------------- | ------------------- | ------------------ | ------------------ | ------------------ | ---------------- | ----- |
|          | Правоцентристська коаліція |                         | Брати Італії        | 7 167 136             | 26,02                 | 34                    | 12 129 547          | 44,02               | 31                  | 294 712            | 27,05              | —                  | 65               | ▲ 47  |
|          | Правоцентристська коаліція | Ліга Півночі            | 2 439 200           | 8,85                  | 13                    | 17                    | 12 129 547          | 44,02               | —                   | 294 712            | 27,05              | 30                 | ▼ 28             |       |
|          | Правоцентристська коаліція | Вперед, Італія          | 2 279 802           | 8,27                  | 9                     | 9                     | 12 129 547          | 44,02               | —                   | 294 712            | 27,05              | 18                 | ▼ 39             |       |
|          | Правоцентристська коаліція | Us Moderates            | 243 409             | 0,89                  | —                     | 2                     | 12 129 547          | 44,02               | —                   | —                  | —                  | 2                  | ▼ 2              |       |
| Усього   | Усього                     | Усього                  | Усього              | 56                    |                       |                       | 59                  |                     |                     | —                  | 115                | ▼ 22               |                  |       |
|          | Лівоцентристська коаліція  |                         | Демократична партія | 5 226 732             | 18,96                 | 31                    | 7 161 688           | 25,99               | 6                   | 370 262            | 33,98              | 3                  | 40               | ▼ 13  |
|          | Лівоцентристська коаліція  | Зелений та лівий альянс | 972 316             | 3,53                  | 3                     | 1                     | 7 161 688           | 25,99               | —                   | —                  | —                  | 4                  | Нова             |       |
|          | Лівоцентристська коаліція  | Європа +                | 809 676             | 2,94                  | —                     | —                     | 7 161 688           | 25,99               | —                   | —                  | —                  | —                  | ▼ 1              |       |
| Усього   | Усього                     | Усього                  | Усього              | 34                    |                       |                       | 7                   |                     |                     | 3                  | 44                 | ▼ 16               |                  |       |
|          | Рух п'яти зірок            | Рух п'яти зірок         | Рух п'яти зірок     | 4 285 894             | 15,55                 | 23                    | 4 285 894           | 15,55               | 5                   | 101 794            | 9,34               | —                  | 28               | ▼ 84  |
|          | Italia Viva-Дія            | Italia Viva-Дія         | Italia Viva-Дія     | 2 131 310             | 7,73                  | 9                     | 2 131 310           | 7,73                | —                   | 76 070             | 6,98               | —                  | 9                | Нова  |
| Усього   | Усього                     | Усього                  | Усього              | Усього                | Усього                | Усього                | Усього              | Усього              | Усього              | Усього             | Усього             | Усього             | 200              | ▼ 115 |

## Наслідки

### Аналіз
На виборах із рекордно низькою явкою виборців перемогла правоцентристська коаліція. Джорджа Мелоні стала переможницею виборів, а ії партія «Брати Італії» скориставшись опозицією до уряду національної єдності Маріо Драґі у 2021—2022 рр., зросла з 4 % у 2018 р. до 26 % на цих виборах та здобула більшість місць. Мелоні стане першою жінкою-прем'єр-міністром Італії, першим вкрай правим головою уряду великої країни єврозони, та першим вкрай правим лідером Італії з часів Беніто Муссоліні, і очолить найбільш правий уряд після Другої світової війни. За два дні до виборів історикиня Рут Бен-Гіат попередила, що перемога ультраправих призведе до «повернення фашизму до Італії».
Правоцентристська коаліція успішно скористалася мажоритарною системою і залишилася єдиною, чого не змогли досягти ні ліві, ні центристи. Рух п'яти зірок зайняли третє місце за кількістю голосів виборців, уникнувши ще більшої перемоги правих. Незважаючи на перемогу правого альянсу, і Вперед, Італіє, і Ліга Півночі зазнали втрат.

### Реакції
Демократична партія, голова лівоцентристської коаліції, визнала поразку невдовзі після екзит-полів. Мелоні заявила, що правоцентристська коаліція має чіткий мандат і що італійці направили «чіткий сигнал», у той час як Маттео Сальвіні заявив: «Це гарний день для Італії, тому що вона має попереду п'ять років стабільності».
Прем'єр-міністри різних країн, у тому числі Віктор Орбан (Угорщина), Матеуш Моравецький (Польща), Петр Фіала (Чехія), та Ліз Трасс (Велика Британія) привітали Мелоні, як і вкрай праві політики Марін Ле Пен та Ерік Земмур у Франції. Інші європейські праворадикальні партії та їхні лідери, такі як «Альтернатива для Німеччини» та Вокс в Іспанії, також святкували перемогу правих. Міністр закордонних справ Іспанії Хосе Мануель Альбарес сказав, що «популізм завжди набуває значення і завжди закінчується одним і тим самим: катастрофою».
Енріко Летта, лідер ДП, заявив, що «тенденція, що виникла два тижні тому у Швеції, була підтверджена в Італії», назвав це «сумним днем для Італії, для Європи» і закликав до роздумів усередині партії. Летта додав, що його партія забезпечить «сильну та непримиренну опозицію», і оголосив, що не балотуватиметься на виборах керівництва ДП у 2023 році. Джузеппе Конте, лідер Руху, сказав, що очолить «безкомпромісну опозицію», і прокоментував: «Ми будемо аванпостом прогресивної програми боротьби з нерівністю, захисту сімей та бізнесу у важких умовах, захисту прав та цінностей нашої Конституції».
Європейська комісія висловила сподівання на позитивні стосунки з наступним італійським урядом. Президент Франції Еммануель Макрон заявив, що його країна поважає результати виборів і що «як сусіди та друзі ми повинні продовжувати працювати разом. Саме в Європі ми подолаємо наші спільні проблеми». Ентоні Блінкен, держсекретар США, прокоментував: «Ми прагнемо працювати з урядом Італії над нашими спільними цілями: підтримувати вільну та незалежну Україну, поважати права людини та будувати стійке економічне майбутнє». Президент України Володимир Зеленський привітав Мелоні з перемогою та висловив зацікавленість у співпраці з її урядом, особливо щодо російського вторгнення в Україну, на що Мелоні пообіцяла лідеру української держави підтримку Україні.
«Шановний президенте Зеленський, ви знаєте, що можете розраховувати на нашу вірну підтримку у справі свободи українського народу. Залишайтеся сильними і зберігайте свою віру непохитною!», — написала Мелоні у Twitter.

## Формування уряду
Згідно з конституційними звичаями, формуванню нового уряду передують раунди переговорів між лідерами партій та президентом Серджо Матареллою. Переговори мали розпочатися 17 жовтня.
За угодою всередині правоцентристської коаліції, найбільша партія в коаліції висуває кандидатуру наступного прем'єр-міністра, що зробило Джорджу Мелоні, лідерку партії-переможця виборів, найвірогіднішим наступним прем'єр-міністром.
21 жовтня Президент Італії Серджо Матарелла доручив їй формування уряду. 22 жовтня склала присягу як Голова Ради міністрів Італії. Мелоні стала першою жінкою на цій посаді.